# Władysław Kwapiszewski
Władysław Kwapiszewski (ur. 1882 w Kazimierzu Dolnym, zm. 11 maja 1938 w Warszawie) – polski architekt.

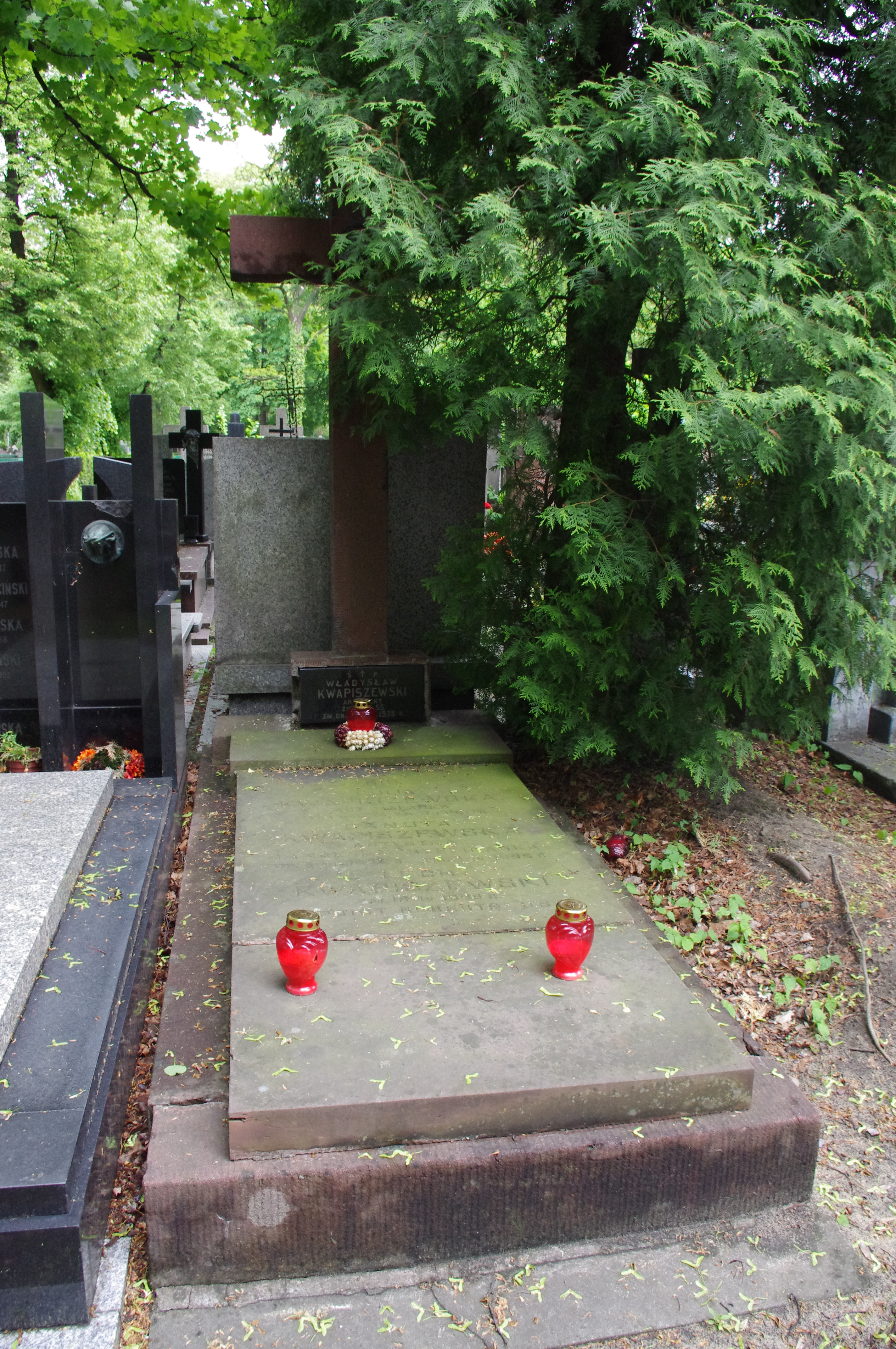
Grób rodziny Kwapiszewskich na cmentarzu Bródnowskim w Warszawie

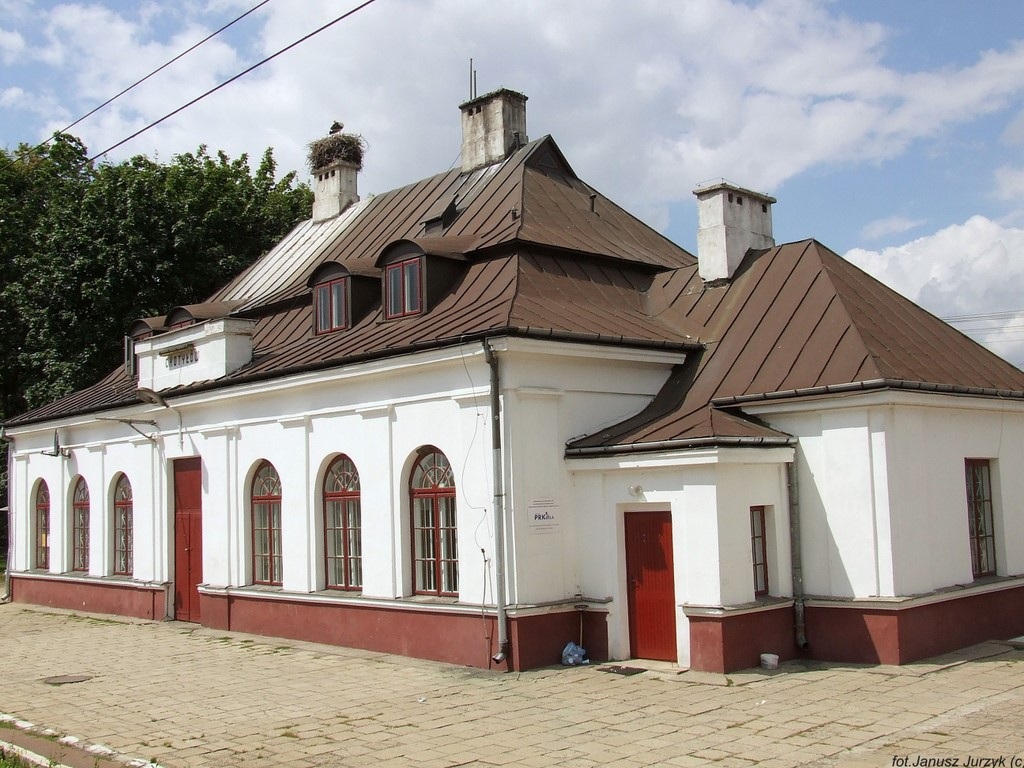
Budynek dworca w Chotyłowie

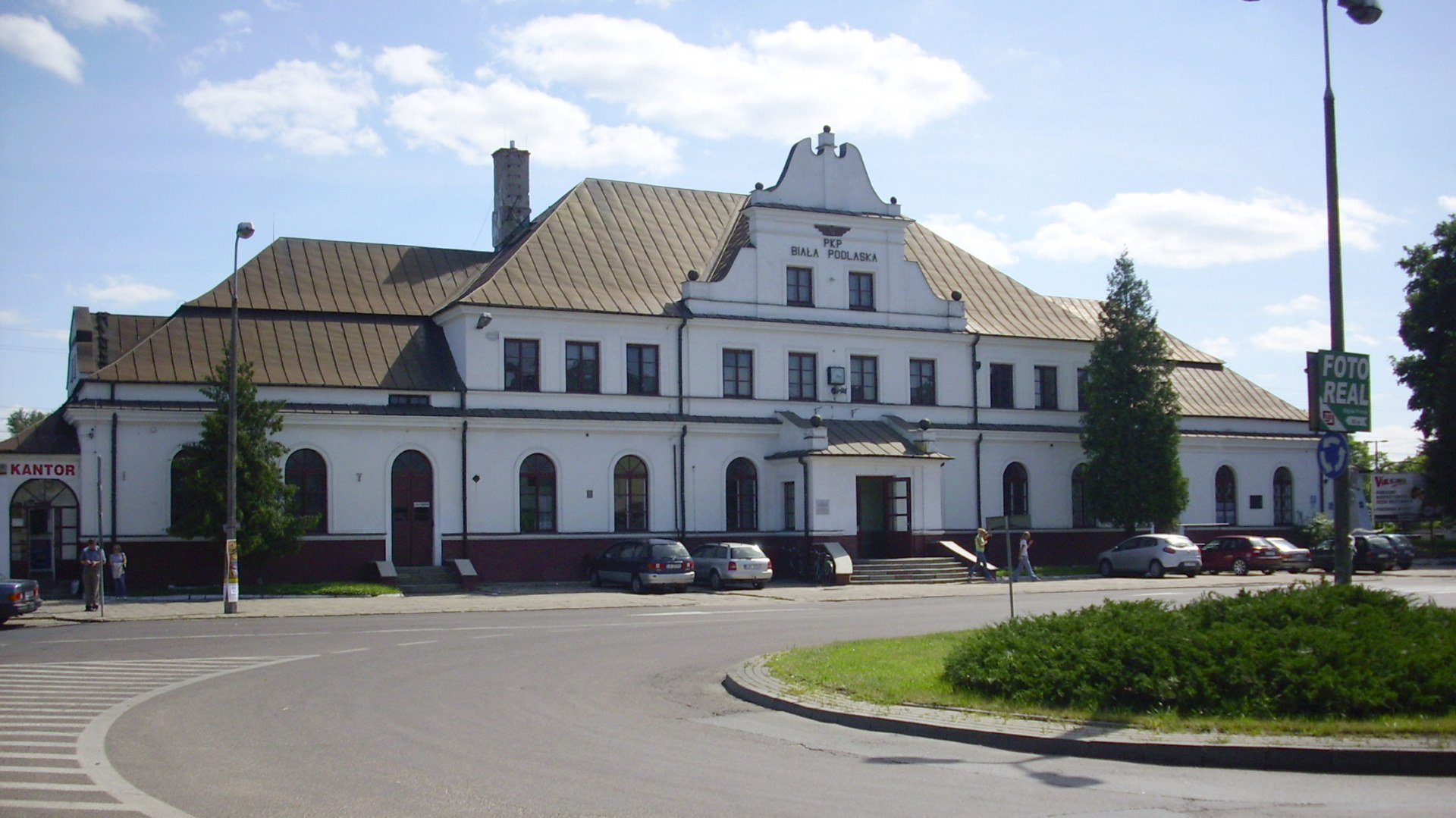
Budynek dworca w Białej Podlaskiej

## Życiorys
Studiował na wydziale architektury Technische Universität Dresden (Uniwersytetu Technicznego w Dreźnie), po ukończeniu nauki w 1910 przez dwa lata pozostawał w Niemczech. Do Warszawy powrócił na krótko w 1913, a następnie wyjechał do Moskwy, gdzie otrzymał pracę. Dwa lata później przeniósł się do Kijowa, gdzie razem z Czesławem Przybylskim, Romualdem Millerem i Alfonsem Emilem Gravierem projektował dla Ziem-Sojuzu obiekty wojskowe. Pod koniec 1918 powrócił do wolnej Polski, gdzie jako kierownik Polskich Kolejach Państwowych zaangażował się w projektowanie i nadzór nad odbudową zniszczonych dworców w Grodzisku Mazowieckim, Chotyłowie, Białej Podlaskiej. W 1922 został architektem miejskim we Włocławku, gdzie zaprojektował m.in. hale targowe i gmach gimnazjum żeńskiego im. Marii Konopnickiej. W 1928 przeniósł się do Łodzi, gdzie jako kierownik oddziału regulacji i pomiarów wydziału technicznego zarządu miejskiego i pomiarów opracował ogólny plan zagospodarowania miasta. W 1932 według projektu Władysława Kwapiszewskiego wybudowano Kościół Najświętszego Zbawiciela. W 1937 przeniósł się do Warszawy, gdzie otrzymał podobne stanowisko w urzędzie miasta. Zmarł rok później, pochowany na cmentarzu Bródnowskim (kw. 33A-VI-2).
Jego żoną była artystka malarka Julia Kwapiszewska, a córką tancerka i rzeźbiarka Danuta Kwapiszewska.